# Ебру Умар
Ебру Умар (на нидерландски: Ebru Umar) е нидерландска журналистка от турски произход.

## Биография
Родена е на 20 май 1970 г. в Хага, Нидерландия. Нейните родители се преселват от Турция през 1970 г. Баща ѝ е пенсиониран анатомен патолог, а майка ѝ офталмолог Ебру израства в Ротердам, където учи в гимназия.
На 23 април 2016 г. е арестувана, докато е на почивка в турския курорт Кушадасъ. Като причина властите посочват, че била изпращала съобщения, критични към турския президент Реджеп Ердоган. Тогава е освободена, но не ѝ позволяват да напуска Турция. На 24 април 2016 г. нейният дом в Амстердам e разграбен и изпотрошен.